# University of Mauritius

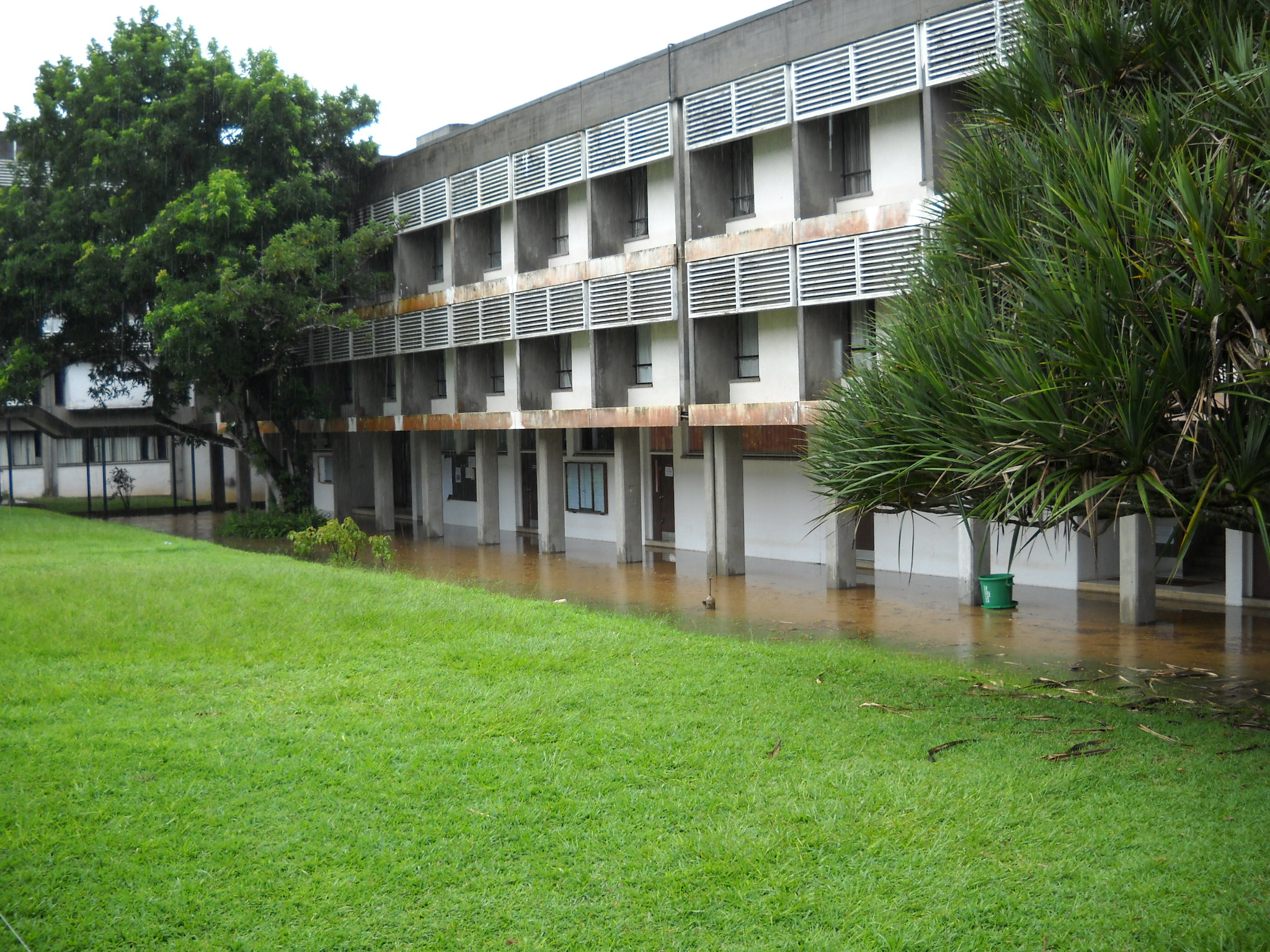
University of Mauritius, Faculty of Social Studies & Humanities.

Die University of Mauritius (UoM) (französisch Université de Maurice) ist die nationale Universität von Mauritius. Es ist die älteste und größte Universität im Land. Der Campus der Public University befindet sich in Réduit, Moka.

## Geschichte
Die University of Mauritius wurde durch die University of Mauritius Ordinance im Dezember 1965 offiziell begründet. Dazu wurde die bereits existierende School of Agriculture erweitert.
1971 wurde durch den University of Mauritius Act genauer definiert, welche Objekte, Kompetenzen, Funktionen und Strukturen die Universität ausmachen. Am 24. März 1972 eröffnete Königin Elisabeth II. in Begleitung ihres Mannes Philip, Duke of Edinburgh feierlich die University of Mauritius. Der erste Kanzler der University of Mauritius war die königliche Hoheit, Princess Alexandra, the Honourable Lady Ogilvy.

## Organisation

### Faculty of Agriculture
Die Faculty of Agriculture ist die älteste Fakultät der Universität. Sie wurde bereits 1914 als School of Agriculture gegründet und 1966 in die neu gegründete University of Mauritius eingegliedert. Die Faculty of Agriculture führt die UoM Farm, ein offenes Labor mit einer Fläche von 8,5 ha (21 acre).
Die Fakultät umfasst zwei Departments: Agricultural & Food Science und Agricultural Production & Systems. 2015 hatte sie 415 Studenten und 21 Lehrkräfte.

### Faculty of Engineering
Die Faculty of Engineering wurde 1968 ursprünglich als School of Industrial Technology gegründet. Sie umfasst sechs Departments: Applied Sustainability and Enterprise Development; Chemical and Environmental Engineering; Civil Engineering; Computer Science and Engineering; Electrical and Electronic Engineering und Mechanical and Production Engineering. 2015 hatte sie 2665 Studenten und 94 Lehrkräfte.

### Faculty of Information, Communication and Digital Technologies
Die Faculty of Information, Communication and Digital Technologies (FoICDT) wurde aufgrund aktueller Anforderungen an Informations- und Kommunikationstechnologie (ICT sector) gegründet.

### Faculty of Law & Management
Die Faculty of Law & Management wurde 1993 gegründet, wobei die bestehende School of Law, Management and Social Studies umstrukturiert wurde. Sie umfasst drei Departments: Finance and Accounting, Law und Management. 2015 hatte sie 3691 Studenten und 51 Lehrkräfte.

### Faculty of Ocean Studies
Die Faculty of Ocean Studies ist die jüngste und kleinste Fakultät. Sie wurde erst 2014 gegründet und umfasst drei Departments: Marine and Ocean Science, Fisheries and Mariculture; Ocean Engineering and ICT und Maritime Trade and Finance. 2015 hatte sie 13 Studenten und 10 Lehrkräfte.

### Faculty of Science
Die Faculty of Science wurde als School of Science 1988 gegründet. Sie umfasst sechs Departments: Biosciences; Chemistry; Health Sciences; Mathematics; Medicine und Physics. 2015 hatte sie 1135 Studenten und 52 Lehrkräfte.

### Faculty of Social Studies & Humanities
Die Faculty of Social Studies & Humanities wurde 1993 gegründet, als die ehemalige School of Law, Management and Social Studies umstrukturiert wurde. Sie umfasst fünf Departments: Economics and Statistics; English Studies; French Studies; History and Political Science und Social Studies. 2015 hatte sie 2039 Studenten und 68 Lehrkräfte.

### Aufbaustudiengänge
Zusätzlich zu den sechs Fakultäten betreibt die University of Mauritius ein Centre for Innovative Lifelong Learning (CILL, Zentrum für Lebenslanges Lernen), ein Centre for Information Technology & Systems (CITS, Zentrum für Informationstechnologie und Systeme) und ein Centre for Biomedical and Biomaterials Research (CBBR, Zentrum für Biomedizinische und Biomaterial-Forschung).

## Students’ Union
Die Students’ Union wird von und für Studenten betrieben. Sie kümmert sich um die Belange der Studenten. Alle Studenten sind automatisch Mitglieder der Students’ Union, die Mitgliedsgebühr ist in der Anmeldegebühr enthalten.